# Khuskia oryzae
Khuskia oryzae är en svampart som beskrevs av H.J. Huds. 1963. Khuskia oryzae ingår i släktet Khuskia, ordningen Trichosphaeriales, klassen Sordariomycetes, divisionen sporsäcksvampar och riket svampar.   Inga underarter finns listade i Catalogue of Life.